# Estación de Las Tablas

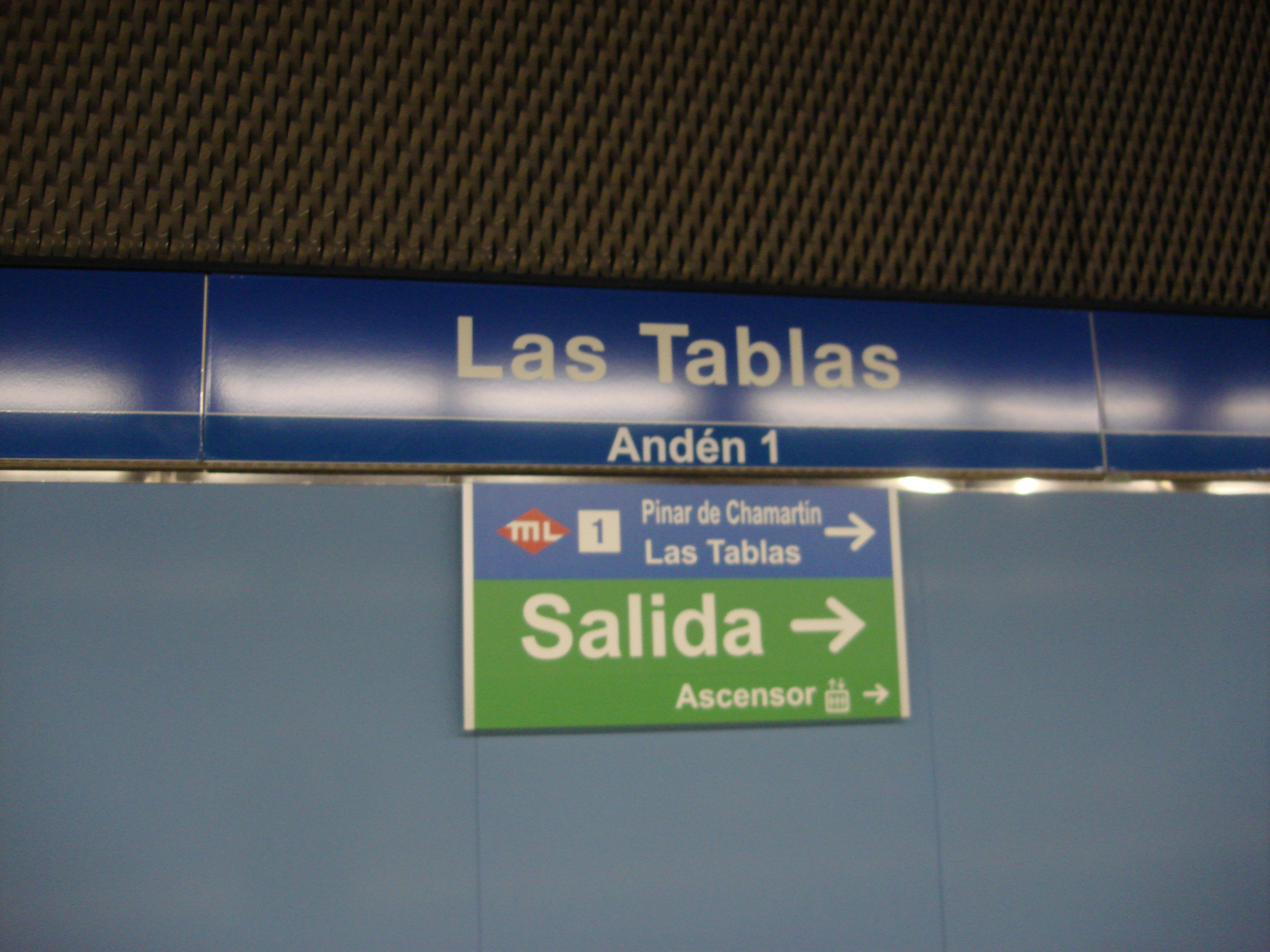
Rótulo de la estación en el andén de la línea 10 (MetroNorte), donde indica la ubicación del andén del Metro Ligero.

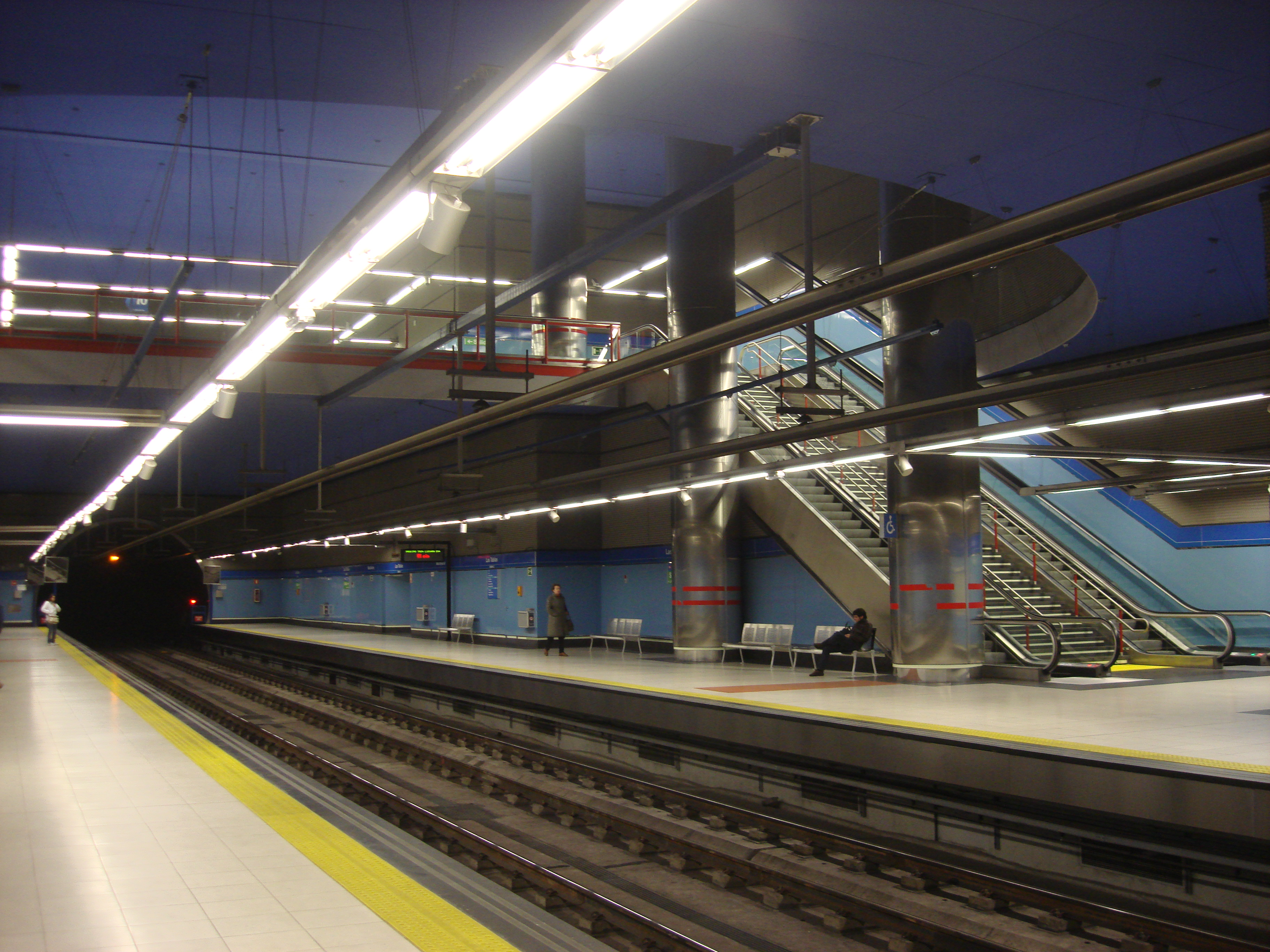
Vista general de la estación de MetroNorte.

Líneas de autobús y paradas en el entorno de la estación.

Las Tablas es una estación de la línea 10 de Metro de Madrid y de la línea ML1 de Metro Ligero, situada en paralelo a la avenida de Santo Domingo de la Calzada y a la calle Palas de Rey, en el área residencial de Las Tablas del barrio de Valverde, en el distrito de Fuencarral-El Pardo.

## Historia
La estación de metro se abrió al público el 26 de abril de 2007 dentro del proyecto MetroNorte, la ampliación de la línea 10 hacia el norte para dar servicio a Alcobendas y San Sebastián de los Reyes. Por otra parte, la estación de Metro Ligero se abrió el 24 de mayo de 2007.
En 2019 se instalaron unos torniquetes de acceso en uno de los andenes de Metro Ligero en los que el billete es validado.

## Accesos
Vestíbulo Las Tablas
- Palas de Rey C/ Palas de Rey, frente al n.º 38. Próximo a Avda. Camino de Santiago y Avda. Santo Domingo de la Calzada
- Ascensor C/ Palas de Rey, frente al n.º 38
- Las Tablas C/ Palas de Rey, frente al n.º 38

## Líneas y conexiones

### Metro y Metro Ligero
| << cabecera            | < estación               | línea | estación >     | cabecera >>                                  |
| ---------------------- | ------------------------ | ----- | -------------- | -------------------------------------------- |
| Hospital Infanta Sofía | Ronda de la Comunicación |       | Montecarmelo   | Puerta del Sur Cambio de tren en Tres Olivos |
| Pinar de Chamartín     | Palas de Rey             |       | final de línea | final de línea                               |

### Autobuses
| Diurnos                                      |                        |                                                      |
| Línea                                        | Destino                | Parada                                               |
| 176                                          | Las Tablas Sur         | 402 CAMINO DE SANTIAGO-PALAS DE REY                  |
| 170                                          | Arroyo del Fresno      | 3614 METRO LAS TABLAS (Av. Santo Domingo de Calzada) |
| T61                                          | Estación de Fuencarral | 3614 METRO LAS TABLAS (Av. Santo Domingo de Calzada) |
| 170                                          | Sanchinarro            | 3615 METRO LAS TABLAS (Av. Santo Domingo de Calzada) |
| T61                                          | Las Tablas             | 3615 METRO LAS TABLAS (Av. Santo Domingo de Calzada) |
| 172                                          | Mar de Cristal         | 3796 METRO LAS TABLAS (Av. Camino de Santiago)       |
| 175                                          | Las Tablas Norte       | 3796 METRO LAS TABLAS (Av. Camino de Santiago)       |
| SE833                                        | Plaza de Castilla      | 3796 METRO LAS TABLAS (Av. Camino de Santiago)       |
| 176                                          | Plaza de Castilla      | 3797 METRO LAS TABLAS (Av. Santo Domingo de Calzada) |
| 172                                          | TelefónicaSF           | 4513 METRO LAS TABLAS (Av. Camino de Santiago)       |
| 175                                          | Plaza de Castilla      | 4513 METRO LAS TABLAS (Av. Camino de Santiago)       |
| SF Sábados, domingos, y festivos: Las Tablas |                        |                                                      |